# Csatka
Csatka es un pueblo ubicado en el distrito de Kisbér, condado de Komárom-Esztergom, Hungría.

## Superficie
Posee una superficie de 17,77 kilómetros cuadrados.

## Demografía
Hasta 2022 la población era de 243 habitantes, con una densidad de población de 13,67 habitantes por kilómetro cuadrado.